# Lacul Podragu
Lacul Podragu este un lac glaciar din Munții Făgăraș situat la obârșia văii Podragu, într-un circ glaciar aflată între muchiile Podragului (vest) și Tărâței (est), despărțite de Șaua Podragu.

## Date geografice
Lacul se află la o altitudine de 2.140 de metri și se întinde pe o suprafață de 31.129 m2, iar volumul de apă pe care îl deține, poate ajunge la 190.000 m3. Adâncimea atinge 16,4 m.
Lacul s-a format în căldarea unui ghețar, prin acumularea apei provenite din ploi și zăpezi. În afară de pricipitații, acesta mai este alimentat atât de către un izvor principal sudic, cât și din alte izvoare de suprafață circumferențiale. Evacuarea surplusului de apă se face prin partea de nord-vest printr-un emisar ce alimentează Lacul Podragu Mic și are un debit de 150 l/s.  
În lac există păstrăvi.
Repere de vecinătate
În apropiere se află Cabana Podragu